# Jack Reed
John Francis Reed, detto Jack (Cranston, 12 novembre 1949), è un politico, militare e avvocato statunitense, attuale senatore per lo stato del Rhode Island dal 1997 e in precedenza membro della Camera dei Rappresentanti per lo stesso stato dal 1991 al 1997. Reed è membro del Partito Democratico.

## Biografia
Nato a Cranston, dopo il diploma Reed si arruolò nell'esercito e servì nella 82nd Airborne Division. Fu attivo nel campo militare dal 1971 al 1979, dopodiché fu riservista fino al 1991.
Negli anni ottanta, dopo aver conseguito una laurea in legge ad Harvard, esercitò la professione di avvocato e successivamente si impegnò politicamente con il Partito Democratico.
Nel 1991 venne eletto alla Camera dei Rappresentanti dopo che la deputata repubblicana Claudine Schneider si ritirò per cercare l'elezione al Senato. Reed ottenne dagli elettori un totale di tre mandati alla Camera e nel 1997 decise di non chiedere la rielezione, candidandosi invece al Senato.
Reed riuscì a farsi eleggere senatore e venne riconfermato per altri due mandati nel 2002 e nel 2008 e, successivamente nelle elezioni del 2014.
Nelle recenti elezioni del 3 novembre 2020, conquista nuovamente il seggio senatoriale (ottenendo il suo quinto mandato) sconfiggendo nettamente (ottiene il 66,3% dei voti) il candidato repubblicano Allen Waters.
Jack Reed è giudicato un democratico liberale e le sue posizioni politiche sono generalmente progressiste.

## Vita privata
Reed ha sposato Julia Hart, componente dello staff professionista del Senato, in una cerimonia cattolica romana nella cappella cattolica del campus dell'Accademia militare degli Stati Uniti il 16 aprile 2005. Il 5 gennaio 2007 è nata la loro figlia, Emily.